# Michaël (stripreeks)
Michaël is een Spaans-Belgische stripreeks. De strip debuteerde in 1967 in het stripblad Robbedoes/Spirou. Het is een realistisch getekende strip die is geschreven en getekend door de Spanjaard José Ramon Larraz, onder het pseudoniem Dan Daubeney. Ook Jordi Bernet werkte incidenteel als tekenaar aan de strip mee. Larraz tekende in deze periode ook de strip Rolf Karsten. Hoewel de hoofdpersoon Michaël een kind is, richt de strip zich meer op de volwassen lezer. De strip werd gepubliceerd van 1967 t/m 1972 in Robbedoes en het Franstalige equivalent Spirou. Tot op heden is de strip niet in albumvorm verschenen.

## Inhoud
Het verhaal gaat over de belevenissen van Michaël, een kleine jongen die in Afrika woont. Hij wordt vaak vergezeld door een leeuwenwelp.

## Verhalen
| titel                             | aantal pagina's | jaar      | Publicatie in Robbedoes/Spirou |
| --------------------------------- | --------------- | --------- | ------------------------------ |
| 'n Paradijs voor Michaël          | 52              | 1967/1968 | Robbedoes nr. 1535 - 1560      |
| 'n Paradijs voor Michaël 2de deel | 38              | 1968      | Robbedoes nr. 1578 - 1596      |
| Kerstfeest in de rimboe           | 6               | 1968      | Robbedoes nr. 1601             |
| De geest van Tambo                | 36              | 1969      | Robbedoes nr, 1613 - 1630      |
| Mijn vriend de okapi              | 44              | 1971/1972 | Robbedoes nr. 1743 - 1762      |